# رود اولونگور
رود اولونگور (به لاتین: Ulungur River) یک رود در مغولستان است که در استان بایان-اولگی واقع شده‌است.